# Kỳ Phú, huyện Kỳ Anh
Kỳ Phú là một xã thuộc huyện Kỳ Anh, tỉnh Hà Tĩnh, Việt Nam.

## Địa giới hành chính
Xã Kỳ Phú nằm ở phía bắc của huyện Kỳ Anh.
- Phía bắc và phía đông giáp vịnh Bắc Bộ.
- Phía nam giáp các xã Kỳ Khang và Kỳ Đồng.
- Phía tây giáp các xã Kỳ Giang và Kỳ Xuân.

## Hành chính
Năm 1977, xóm Tân Bình của xã Kỳ Giang được sáp nhập vào xã Kỳ Phú.
Năm 1986, 476 hécta diện tích tự nhiên với 1.860 người của xã Kỳ Phú được tách ra cùng với một phần diện tích và dân số các xã Kỳ Giang và Kỳ Khang để thành lập xã Kỳ Đồng. Sau khi chia tách, xã Kỳ Phú còn 1.460 hécta với 6.322 người

## Kênh Nhà Lê
Từ xa xưa trên địa bàn xã này có tuyến kênh Nhà Lê nối từ  kinh đô Hoa Lư đến Đèo Ngang đi qua, là tuyến đường thủy đầu tiên trong lịch sử Việt Nam và được coi là tuyến đường Hồ Chí Minh trên sông vì những đóng góp cho các cuộc chiến tranh của người Việt.